# Инари-саамский язык

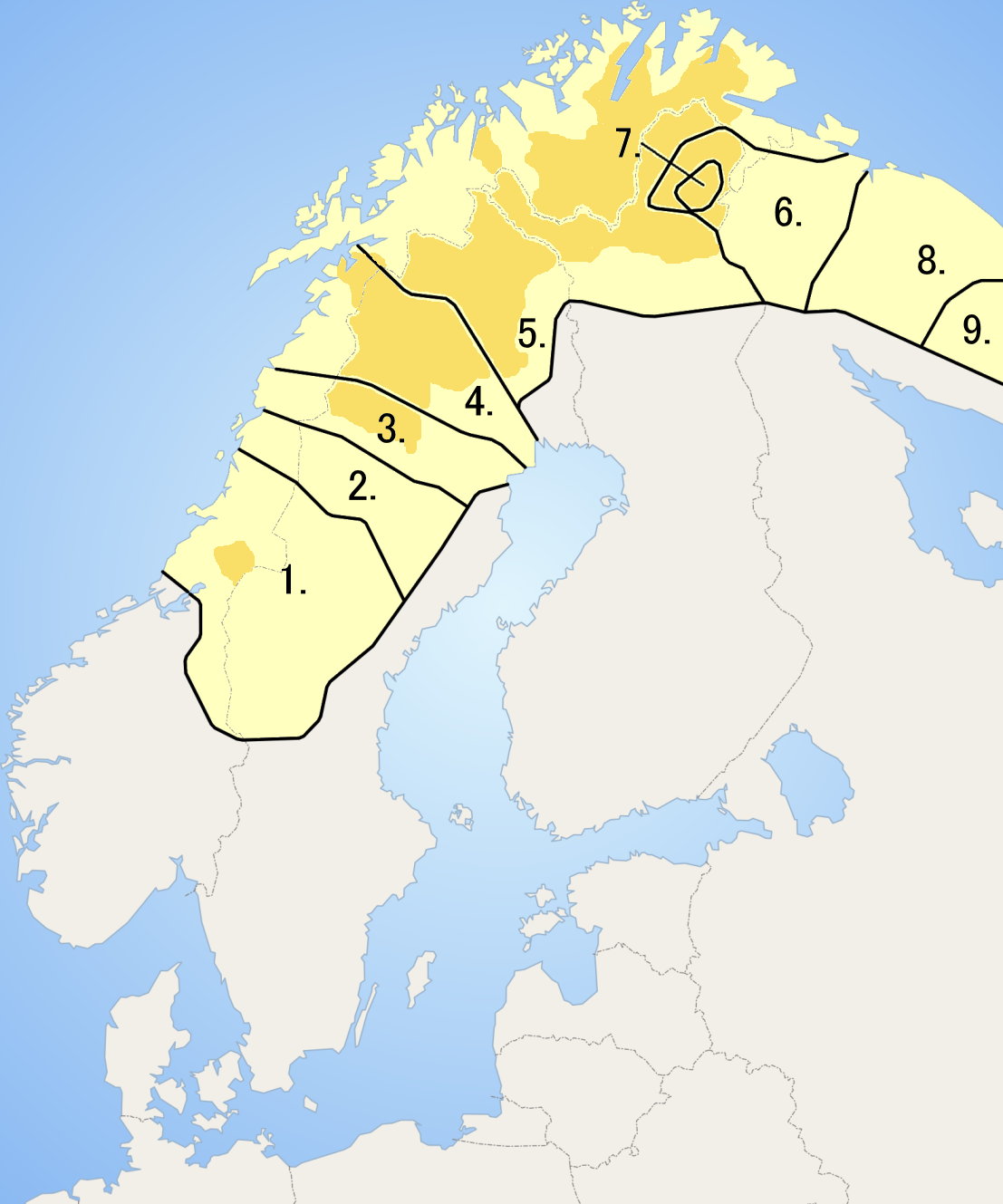
Карта исторически засвидетельствованных территорий распространения ареалов различных современных саамских языков (границы показаны условно, в некоторых регионах одновременно распространены несколько саамских языков): южносаамский (1), уме-саамский (2), пите-саамский (3), луле-саамский (4), северносаамский (5), колтта-саамский (скольт) (6), инари-саамский (7), кильдинский саамский (кольско-саамский) (8), йоканьгско-саамский (терско-саамский) (9).
Более тёмной заливкой показаны муниципалитеты (коммуны, общины), в которых один или несколько саамских языков имеют официальный статус

Инари-саамский язык (самоназвание — anarâškielâ) — один из саамских языков. Относится к восточной подгруппе саамской группы финно-угорской ветви уральской языковой семьи.
На инари-саамском языке говорит 300—400 человек, в основном среднего и старшего возраста, проживающих в Финляндии в общине Инари. Это единственный саамский язык, распространённый исключительно на территории Финляндии. Находится под угрозой исчезновения из-за низкой популярности языка среди младшего поколения.

## Лингвогеография

### Ареал и численность
Наряду с финским, колтта-саамским и северносаамским языками, инари-саамский является официальным языком общины Инари. В частности, на нём говорят в некоторых населённых пунктах, расположенных на берегу озера Инари (в скобках указано инари-саамское название): Неллим (Njellim), Ивало (Avveel), Менесярви (Menišjävri), Репойоки (Riemâšjuuhâ), Тирро (Mosshâš), Инари (Aanaar markkân), Кааманен (Kaamâs), Аксуярви (Ákšujävri), Сюсярви (Čovčjävri), Ииярви (Ijjävri), Севеттиярви (Čevetjävri) и Партакко (Päärtih).

### Правовой статус языка
Инари-саамский язык подпадает под действие параграфа 17 действующей Конституции Финляндии, согласно которому саамское население имеет право на сохранение и развитие своего языка и своей культуры. В этом же параграфе Конституции закреплено право саамов пользоваться своим родным языком в органах власти.

## История
Первой книгой на инари-саамском языке стала Anar sämi kiela aapis kirje ja doctor Martti Lutherus Ucca katkismus, написанная и переведённая в 1859 году Эдвардом Вильгельмом Боргом. Однако началом инари-саамской письменности считается перевод истории Библии, осуществленный в 1906 году Лаури Арвидом Итконеном, который ранее уже переводил книги (в том числе труды Мартина Лютера и англиканского епископа Джона Райла) на этот язык. После этого тексты на инари-саамском долгое время появлялись только в трудах лингвистов — в частности, Франса Эймя и Эркки Итконена. Многочисленная литература на инари-саамском стала выходить лишь в последние годы, во многом благодаря поддержке Саамского парламента Финляндии.
В 1986 году была основана организация Anarâškielâ servi («Ассоциация инари-саамского языка»). Ассоциация издала много книг, учебников, календарь и т. д.
С 1992 года саамы в Саамском регионе Финляндии — на территории своего традиционного проживания (общины Энонтекиё, Утсйоки, Инари и северная часть Соданкюля) — получили право использовать свой язык в качестве официального. Осуществляется государственная поддержка сохранения языка. Все официальные объявления в Инари, которая является единственной в Финляндии четырёхъязычной коммуной, публикуются на финском, северносаамском, инари-саамском и колтта-саамском языках. Несмотря на это, лишь около 10 % чиновников в этом районе может обслуживать население, говорящее на инари-саамском языке, а остальные 90 % используют финский.
Событием в истории языка стало использование его рэпером Миккалом Мороттая (выступает под псевдонимом Amoc). 6 февраля 2006 года (в Национальный день саамов) Мороттая выпустил первый полнометражный диск на инари-саамском языке.
В 1997 году была создана программа «погружения в язык» для детей от 3 до 6 лет в детских садах Инари и Ивало.
С 2007 года издаётся распространяемая через интернет газета Kierâš online на инари-саамском языке.
По мнению министра юстиции Финляндии Анны-Майи Хенрикссон, высказанному в сентябре 2011 года, саамские языки в Финляндии находятся под угрозой исчезновения. Аналогичного мнения по этой проблемы придерживается Саамский парламент Финляндии, представители которого считают усилия государства по сохранению саамских языков недостаточными, отмечают нехватку кадровых и материальных ресурсов, в том числе учебно-методических материалов.
В настоящее время (2011) в Финляндии во многих детских садах и школах Саамского региона для изучения саамских языков используется методика «языковых гнёзд». Общий смысл этой системы заключается в том, что и обучение, и общение детей между собой и с преподавателями проходят в условиях полного языкового погружения в изучаемый язык. В дошкольных учреждениях Саамского региона, в которых применяется эта система, дети говорят только по-саамски. В инари-саамских школах в нулевых, первых и вторых классах школы образование также ведётся только на саамских языках, затем, постепенно, некоторые предметы начинают преподавать на финском языке; в шестом классе число предметов на финском достигает примерно половины от их общего числа; однако, в целом, с преподаванием предметов на этом языке имеются существенные трудности, поскольку не хватает преподавателей и учебных материалов.
7 мая 2013 года на сайте «YLE Sápmi», филиала национальной телерадиовещательной компании Финляндии «Yle», было опубликовано первое новостное сообщение на инари-саамском языке.

## Письменность
В инари-саамском языке используется расширенная версия латинского алфавита. Алфавит, использующийся в настоящее время, в 1996 году получил статус официального.
A/a, (Â/â), B/b, C/c, Č/č, D/d, Đ/đ, E/e, F/f, G/g, H/h, I/i, J/j, K/k, L/l, M/m, N/n, O/o, P/p, R/r, S/s, Š/š, T/t, U/u, V/v, Y/y, Z/z, Ž/ž, Ä/ä, (Á/á).
Произношение букв такое же, как в карельском языке. Đ соответствует звонкому зубному фрикативу (как в английском «the»). Q/q, W/w, X/x, Å/å и Ö/ö используются в словах иностранного происхождения. Á традиционно произносится как среднее между /a/ и /ä/, В современном инари-саамском разница между á и ä утрачена, однако в текстах они считаются разными буквами.
Ä используется:
1. в первом слоге слова, если во втором слоге этого слова есть e или i,
2. в односложных словах (наряду с á),
3. в дифтонге iä.

Ä не используется в дифтонге uá.

## Лингвистическая характеристика

### Морфология
В инари-саамском языке 9 падежей: именительный, родительный, винительный, местный, иллатив, комитатив, абессив, изобразительный и частичный. Родительный и винительный часто совпадают.
Частичный падеж непродуктивен и употребляется только в единственном числе. Кроме того, в отличие от финского языка, в инари-саамском языке частичный падеж не используется для образования дополнений переходных глаголов. Поэтому Mun puurâm leeibi можно перевести на финский и как Minä syön leivän («Я ем этот хлеб» в смысле «я ем именно этот кусок хлеба») и как Minä syön leipää («Я ем хлеб» в смысле «хлеб — это моя обычная еда»).

#### Местоимение
Личные местоимения имеют три числа — единственное, двойственное и множественное. В таблице приведены личные местоимения в именительном и родительном/винительном падежах.
|                   | перевод    | Именительный | перевод | Родительный |
| ----------------- | ---------- | ------------ | ------- | ----------- |
| 1-е лицо (ед. ч.) | я          | mun          | мой     | muu         |
| 2-е лицо (ед. ч.) | ты         | tun          | твой    | tuu         |
| 3-е лицо (ед. ч.) | он, она    | sun          | его, её | suu         |
| 1-е лицо (дв.ч.)  | мы (двое)  | muoi         | наш     | munnuu      |
| 2-е лицо (дв.ч.)  | вы (двое)  | tuoi         | ваш     | tunnuu      |
| 3-е лицо (дв.ч.)  | они (двое) | suoi         | их      | sunnuu      |
| 1-е лицо (мн.ч.)  | мы         | mij          | наш     | mii         |
| 2-е лиц (мн.ч.)   | вы         | tij          | ваш     | tii         |
| 3-е лицо (мн.ч.)  | они        | sij          | их      | sii         |

В следующей таблице представлено склонение личных местоимений первого лица двойственного и множественного числа:
|                         | Единственное | Двойственное      | Множественное |
| ----------------------- | ------------ | ----------------- | ------------- |
| Именительные            | mun          | muoi              | mij           |
| Родительный/винительный | muu          | munnuu            | mii           |
| Местный                 | must, muste  | munnust           | mist, miste   |
| Иллатив                 | munjin       | munnui            | mijjân        |
| Комитатив               | muuin, muin  | munnuin, munnuuin | miiguim       |
| Абессив                 | muuttáá      | munnuuttáá        | miitttáá      |
| Изобразительный         | munen        | munnun            | minen         |
| Частичный               | muđe         | munnud?           | miđe?         |

#### Глагол
В инари-саамском глаголы имеют следующие формы:
- 3 лица: первое, второе и третье;
- 5 наклонений: изъявительное, повелительное, условное, потенциальное и оптативное;
- 3 числа: единственное, двойственное и множественное;
- 4 формы времени: 2 простых (прошедшее и непрошедшее) и 2 сложных (перфект и давнопрошедшее время).

В инари-саамском, как и в других саамских языках, а также в финском и эстонском, существуют отрицательные глаголы. Они спрягаются по наклонениям (изъявительное, повелительное и оптативное), лицам (первое, второе и третье) и числам (единственное, двойственное и множественное).
```
  Изъявительное           Повелительное         Оптативное
  ед.    дв.    мн.       ед.  дв.    мн.       ед.     дв.       мн.                        
1 jie'm  ián    ep      1 -    -              1 iällum  iäl'loon  iällup
2 jie'h  eppee  eppeđ   2 ele  ellee  elleđ   2 ele     ellee     elleđ
3 ij     iä'vá  iä      3 -    -              3 iä'lus  iällus    iällus
```

## Инари-саамская Википедия
Существует раздел Википедии на инари-саамском языке («Инари-саамская Википедия»), первая правка в нём была сделана в 2020 году. По состоянию на 10:32 (UTC) 16 июля 2025 года раздел содержит 6308 статей (общее число страниц — 26 748); в нём зарегистрировано 5812 участников, 4 из них имеют статус администратора; 23 участника совершили какие-либо действия за последние 30 дней; общее число правок за время существования раздела составляет 131 668.